# Mesoclemmys perplexa
Mesoclemmys perplexa är en sköldpaddsart som beskrevs av  Roger Bour och Zaher 2005. Mesoclemmys perplexa ingår i släktet Mesoclemmys och familjen ormhalssköldpaddor. Inga underarter finns listade i Catalogue of Life.
Arten förekommer i nordöstra Brasilien söder om Amazonflodens delta. Den lever i skogar och träskmarker.